# Ljuva ungdomstid (film, 1961)
Ljuva ungdomstid är en svensk TV-film från 1961 i regi av Hans Abramson. I rollerna ses bland andra Bibi Andersson, Rick Axberg och Björn Gustafson.

## Rollista
- Bibi Andersson – Muriel McComber
- Rick Axberg – Tommy
- Björn Gustafson – Arthur
- Barbro Hiort af Ornäs – Lily Miller
- Emelie Lagergren – Mildred
- Torsten Lilliecrona – Sid Davies
- Lars Lind – Richard
- Jan-Eric Lindquist – Nat Miller
- Barbro Oborg – Norah
- Henrik Schildt – David McComber
- Ola Svensson – Wint Selby
- Birgitta Valberg – Essie, Nats fru

## Om filmen
Ljuva ungdomstid är en svensk TV-teatertolkning av Eugene O'Neills pjäs Ah, Wilderness!, vilken översattes till svenska av Gustaf Molander. Filmen visades i Sveriges Television den 26 december 1961.